# Associació Espanyola de Pediatria d'Atenció Primària
L'Associació Espanyola de Pediatria d'Atenció Primària o abreujat AEPap es constitueix com una Federació d'Associacions de Pediatres que treballen en atenció primària, de caràcter científic i professional, sense finals lucratius. El marc normatiu de la formació en pediatria es troba recollit al Programa formativo de la especialidad de Pediatría y sus Áreas Específicas publicat al BOE el 2006.
L'Associació Espanyola de Pediatria d'Atenció Primària neix formalment el 20 de maig de 2000 i s'organitza com a Federació d'Associacions i podrà federar-se al seu torn amb altres Associacions o Federacions d'objectius i funcions anàlogues. En l'actualitat, la AEPap és una Secció de l'Associació Espanyola de Pediatria (AEP). L'associació ha elaborat programes de formació com el de «L'Àrea de Capacitació Específica en Pediatria d'atenció primària», per tal de desenvolupar i adaptar el programa de formació de l'especialitat al perfil del pediatre d'atenció primària.
Els grups de treball de l’AEPap han dissenyat estudis de gran qualitat dels quals els resultats s'han publicat a escala internacional. En alguns d'aquests estudis es destaca que entre els professionals que ocupen places de pediatria d'atenció primària, a Espanya, hi ha un home per cada tres dones i prop de la meitat supera els cinquanta anys, sent major aquesta proporció entre els homes. També s'observen diferències importants entre comunitats autònomes. La meitat dels professionals se sent satisfet amb el seu treball i l'altra meitat se sent estressat i/o desmotivat. Se senten més satisfets a Aragó, Múrcia i Astúries i menys a Castella-la Manxa, Canàries i Andalusia.
Amb motiu de la commemoració del Dia Internacional del Nen amb Càncer, juntament amb la Federació Espanyola de Pares de Nens amb Càncer (FEPNC), l'Associació Espanyola de Pediatria (AEP) i la Societat Espanyola d’Hematologia i Oncologia Pediàtrica (SEHOP), l'associació va publicar el «Guía de Detección Temprana al Cáncer en Niños y Adolescentes», un guia de detecció precoç del càncer. L'AEPAP va rebre el 2008 el «Premi a la Transparència», pel projecte Revista electrónica: Evidencias en Pediatría, una revista gratuïta de pediatria, elaborada per pediatres membres del Grupo de Trabajo de Pediatría Basada en la Evidencia, destinada a facilitar informació que pugui servir d'ajuda a altres professionals en la seva pràctica clínica.